# Dieter Finke (Bildhauer)
Dieter Finke (* 10. März 1939 in Berlin; † 8. Mai 2011 ebenda) war ein deutscher Bildhauer.

## Werdegang
Von 1959 bis 1961 studierte er Bildhauerei an der Hochschule für Bildende Künste in Berlin bei Paul Dierkes, von 1961 bis 1965 bei Renée Sintenis, seit 1964 als Meisterschüler. 1965 war er Stipendiat der Villa Serpentara in Olevano, Rom. 1967 erhielt er den Georg-Kolbe-Preis. Das Stedelijk Museum in Amsterdam lud ihn 1976 als Gast zu einem Arbeitsaufenthalt ein. Ein Jahr später erhielt er 1977 ein Gastatelier  im P.S.1 in New York. Seit 1974 lebte und arbeitete Dieter Finke abwechselnd in Berlin und New York.

## Ausstellungen (Auswahl)
- 1977 Neuer Berliner Kunstverein
- 1977 P.S.1, New York City
- 1978 Iolas/Brooks Jackson Gallery in New York, NY
- 1980 Galerie im Kutscherhaus, Berlin
- 1980 Deplana Kunsthalle, Berlin
- 1988 Wewerka Galerie, Berlin
- 1992 Galerie Stübler, Hannover
- 1993 Stiftung Starke, Berlin
- 1998 Werkstattgalerie Noack, Berlin
- 1998 Galerie Michael Stübler, Hannover
- 2000 Museo Universitario del Chopo, Mexiko-Stadt
- 2000 Museo de Arte Contemporaneo, Oaxaca
- 2000 Museo del Desierto, Saltillo
- 2000 Museo Metropolitano de Monterrey
- 2005 Kunstverein Genthiner Elf, Berlin
- 2005 Wall Aktiengesellschaft, Berlin
- 2009 Galerie für Zeitgenössische Kunst, Leipzig
- 2010 Galerie Gegenwart, Karlsruhe
- 2011 Art Karlsruhe

## Installationen, Kunst am Bau
- 1973 Kinetische Lichtplastik (Plexiglas)Gestaltung des Eingangsbereiches der BFA, Berlin
- 1977 P.S.1, New York
- 1977/78 zwei Bühneninstallationen,  Theatre for the New City, New York
- 1978 Brooke Jackson Gallery Iolas, Installation für Performance
- 1989 Installation Holz/Bronze Berlex Laboratories Inc., Wayne, New Jersey